# Bedřich Voldán
Bedřich Voldán (* 14. Dezember 1892 in Hlinsko v Čechách; † 8. Dezember 1978 in Prag) war ein tschechischer Komponist, Geiger und Musikpädagoge.
Voldán studierte von 1907 bis 1913 am Prager Konservatorium bei Štěpán Suchý. Er wirkte als Konzertmeister in Schweden und als Klavierlehrer bei Graf Černín in Hlušice. Ab 1920 unterrichtete er Geigenspiel, Geschichte und Geigenliteratur am Prager Konservatorium; ab 1935 hatte er eine ordentliche Professur inne. Er schrieb violinpädagogische Werke und trat als Komponist vor allem mit Liedern, Klavierstücken und Werken für die Geige hervor.